# Josef Witzel
Josef Witzel (* 22. Oktober 1847 in Oberweisenborn (Landkreis Fulda); † 23. Mai 1916 in Hofaschenbach) war ein deutscher Kommunalpolitiker und Abgeordneter des Provinziallandtages der preußischen Provinz Hessen-Nassau.

## Leben
Josef Witzel war der Sohn des Landwirts Johannes Witzel und dessen Ehefrau Maria Katharine Krieg. Vor seinem Umzug nach Hofaschenbach (Hauptortsteil der Gemeinde Nüsttal) im Jahre 1883, wo er – mit kurzer Unterbrechung – bis 1916 Bürgermeister war, hatte er dieses Amt auch in dem Nachbarort Oberaschenbach, dem kleinsten Ortsteil von Nüsttal, inne. Mit dieser Funktion verbunden war das Mandat für den Kurhessischen Kommunallandtag des Regierungsbezirks Kassel, aus dessen Mitte er zum Abgeordneten für den Provinziallandtag der Provinz Hessen-Nassau bestimmt wurde. Hier war er einer der Vertreter der Deutschen Zentrumspartei und blieb bis zu seinem Tode in den Parlamenten. 